# 苔藓植物
苔蘚植物（bryophytes）又稱 苔蘚類、蘚苔類，是非維管的有胚植物：它們有組織器官以及封閉的生殖系統，但缺少運輸水分的維管束，无真正的根茎叶，也沒有花朵，不製造種子，而是經由孢子來繁殖，也可以產生精子和卵，行受精作用，但精子仍需以水為媒介，且有角質層。目前苔蘚植物大约有超过20,000种。

## 分类
苔藓植物并不组成一个单系群，而是包含有三个类群：地钱门、角苔门和藓类植物门。原本，这三个类群是在中文旧名“苔藓植物门”（Bryophyta 改译为 藓类植物门）里的三个纲，但因为它们形成了并系群，所以现在被放置在三个不同的门里面。

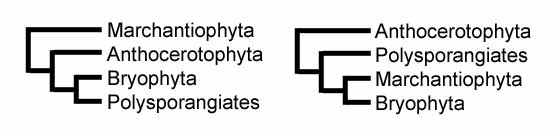
两种对陆生植物种系发生的假设。

- 在第一种图形里，地钱门是第一个分离的，接着是角苔门，而藓类植物门和多孢植物（包含维管植物）最为接近。
- 在第二种图形里，角苔门则是第一个分离出去的，第二个是多孢植物，而藓类植物门和地钱门之间的关系最为亲近。

然而，根据最新的证据，苔藓植物是一个单系群。地钱的气孔是在演化中丢失掉的。

## 性別模式
此類植物平常為單倍體的配子體，只有偶爾才會出現雙倍體的孢子體。因此，苔蘚植物的性別模式和其他的植物是很不相同的。苔蘚植物的性別模式主要有兩種：
- 雌雄異株的苔蘚植物只會在單株植物中有精子器或頸卵器的其中一種。
- 雌雄同株的苔蘚植物在同一株植物上會同時有精子器和頸卵器。

某些苔蘚植物依著環境的不同可以是雌雄同株或是雌雄異株的。其他的物種則只屬於兩種模式的其中一種。
這和種子植物上所稱的「雌雄異株」與「雌雄同株」不同，那是指一個孢子體植物會帶有一種或兩種的配子體。而苔蘚植物上的則是指其為單性或雙性的配子體植物。

## 另見
- 地錢門
- 角苔門
- 蘚類植物門
- 多孢植物
- 有胚植物
- 植物的性

## 外部連結
- Glime, Janice M., 2007. Bryophyte Ecology （页面存档备份，存于）, Volume 1.  Physiological Ecology. Ebook sponsored by Michigan Technological University and the International Association of Bryologists.